# شتات عربي
عرب المهجر لفظ يدل على المهاجرين العرب، وأبنائهم ممن غادروا دولهم الأصلية بمحض إرادتهم أو كلاجئين، ويقطنون الآن في دول غير عربية، أكثرهم في أمريكا اللاتينية، وأوروبا، بالإضافة لأمريكا الشمالية وجنوب آسيا، وأجزاء من جنوب شرق آسيا، بحر الكاريبي وغرب إفريقيا.

## نظرة
حسب منظمة الهجرة الدولية، فإن هناك 13 مليون مهاجر عربي في العالم من الجيل الأول فقط.
يساهم المهاجرون العرب في انعاش وتطوير اقتصادات دولهم الأم، عبر تسهيل نقل الموارد المادية والبشرية إلى المنطقة العربية. في 2009 تلقت الدول العربية مجموع 35.1 مليار دولار أمريكي أغلبها متجه للأردن، مصر ولبنان.

## الانتشار
يتواجد العرب في مجمل القارات بنسب متراوحة، ويشكلون مجموعة قومية من 50 مليون مواطن.

## بحسب الدولة
تختلف كل هجرة حسب وجهتها، أمدها ونوعها (قديمة أو حديثة)

### سري لانكا (سيلان)
يشكل عرب سريلانكا ثالث مجموعة عرقية في البلد بنسبة قدرها 9.23% أي ما تعداده أزيد من 1.85 مليون نسمة.
أنساب عرب سيلان تعود بالمجمل إلى البحارة والتجار العرب، الذين استقروا في الفترة ما بين القرن الثامن والخامس عشر، ما يجعلها هجرة قديمة. اللغة العربية التي أحضرت معهم تماما مع إسلام، لم تعد مستعملة كلغة تخاطب أولية، فاستعمل العرب هناك اللغة الأروية قبل وقت سابق وحاليا اللغة التاميلية.
قطن العرب في سري لانكا المناطق الساحلية والزراعية، محافظين على ثقافتهم الإسلامية في آن ومنفتحين على العديد من العادات الأهلية. في فترة الاحتلال البرتغالي، عانى العرب من الاضطهاد ما دفعهم للنزوح في اتجاه الساحل الشرقي والمرتفعات الوسطى أين بقي أبنائهم.

### الهند

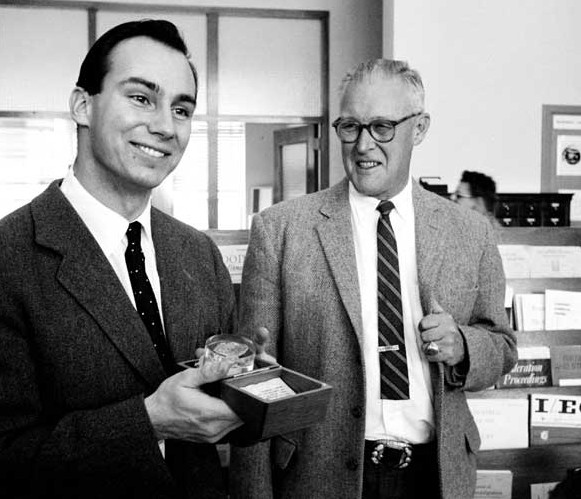
آغا خان وهو يستلم إحدى جوائزه، سنة 1959

يعود الاستقرار العربي في الهند لنفس الفترة في بقية بلدان جنوب آسيا وجنوبها الشرقي، يصعب حساب أعداد العرب في البلد لأسباب تتعلق بالمعطيات السكانية للهند، لكن بعض التقديرات تحددهم بين 7 و9 ملايين.
كانت لهم مكانة مكانة مرموقة قبل توحيد الهند، ويحتفظ أغلبهم بالنسب والأسماء العربية حتى مع فقدانهم للغتهم الأم، ولا يزالون يمثلون أفرادا من الطبقة المثقفة، أما أصولهم فتختلف من الحضارم والأشراف أو البحارة من الساحل الشرقي لشبه الجزيرة العربية. أكبر تركيز لهم حاليا هي مدينة حيدر أباد، ثم محبوب ناجار (جادشيلا)، وكذلك عموم منطقة نظام أباد، کریمنگر، بومباي وغوجارات (بالذات السورتيين "Surti").
قامت السلطات البريطانية ببث دعايات ضدهم وحرضت القوميات الأخرى ضدهم متهمة إياهم باحتكار التجارة ومعارضة توحيد الهند، مما ضيق عليهم وكنتيجة غادر بعض منهم الهند إلى باكستان المسلمة، وقد عاد بعضهم لمواطنهم الأهلية في الخليج واستعادوا لغتهم العربية.

### اليمن
لقد عمل التجار العرب منذ مدة طويلة في جنوب شرق آسيا، في تجارة التوابل والأخشاب والمنسوجات، لكن التجار في هذه المنطقة كانوا أقلية ومعظمهم منحدرون من أصول عربية، وأغلبية البارزين منهم من الأندونيسيين، ماليزيين والفلبينيون والسنغافوريين وجميعهم بالأصل من الحضارم (من حضرموت) بجنوب اليمن، فهناك ما يقارب أربعة ملايين منهم في إندونيسيا وحدها، وحوالي 10 آلاف في سنغافورة، وما يقارب المليون في ماليزيا.

## المهاجرون
ينتمي المهاجرون العرب إلى عدة مواطن أغلبهم من دمشق، مصر والمغرب العربي.

### اليمنيون
الحضارم
عَمَلُ التجار البحريين العرب ومعظمهم حضارم (من مملكة حضرموت جنوبي اليمن)، قديم في كل من جنوب شرق آسيا وجنوبها، وقد اختصوا في تجارة التوابل، الأخشاب والمنسوجات، ومع موالمة الظروف الاقتصادية والاجتماعية فقد استقروا بشكل كامل في تلك المناطق.
فالأقليات العربية هناك من أكثرها نشاطا وفعالية في الاقتصاد المحلي وهم بارزون خاصة في:
- إندونيسيا: أكثر من خمسة ملايين
- الهند: بضعة ملايين
- سري لانكا: مليون وثمانمئة وسبعون ألفا
- دول الخليج: أكثر من ستة ملايين
- ماليزيا: مليون
- الفلبين: مليون تقريباً
- سنغافورة: عشرة آلاف[28]

### السوريون

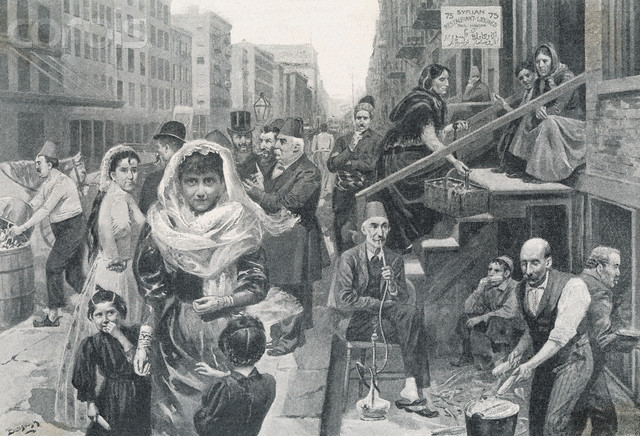
مهاجرون سوريون حين وصولهم لنيويورك، سنة 1895

يعد المهجر السوري أكبر المهاجر العربية حول العالم. ويضم 18 مليون إنسان بجذور سورية أغلبها عربية مع وجود أفراد فيه من أصول عرقية أخرى كالكرد والأرمن، أغلبهم مسيحيون أرثوذكس ومسيحيون من طوائف أخرى ليأتي بعدهم المسلمون سنة وشيعة مع أقلية ملحدة، درزية وحتى يهودية.
يتركز أغلب المهاجرين السوريين في أمريكا اللاتينية كدول: البرازيل، الأرجنتين وفنزويلا، بالإضافة للدول الغربية مثل: الولايات المتحدة، فرنسا وأستراليا. كما يتواجد أزيد من 100 ألف سوري في دول الخليج، لكن هؤلاء يدخلون فقط في الشتات السوري ولا ينطوون تحت المهجر العربي لكون دول الخليج دولا عربية.

### اللبنانيون
عُرف اللبنانيين منذ قرنين بكبر مهجرهم المتنوع المناطق حتى وإن تركز أغلبه في القارة الأمريكية، ويُعرف بضمه لجميع المجموعات العرقية والدينية في لبنان غير أن المكون العربي طاغ، وأغلبية المغتربين من المسيحيين من أتباع الكنيسة المارونية الكاثوليكية أو الكنائس الأرثوذكسية الشرقية والكنائس الأخرى مع وجود إسلامي يختلف من ضعيف إلى متوسط مع أقلية يهودية.
كانت الأمريكتين الوجهة الأولى لموجات الهجرة العربية الحديثة، وكان ذلك في بدايات القرن التاسع عشر، وهذا ما يفسر كون أكبر تجمع للعرب خارج الوطن العربي في البرازيل، التي تحتوي على أكثر من 15 مليون عربي، أعظميتهم من لبنان (11 مليون برازيلي من أصل لبناني) وسوريا (4 ملايين)، ما يجعل الشعب اللبناني في البرازيل أعلى بمرتين ونصف مما هو في لبنان. وهذا دون نسيان المجتمعات المكونة من قبل الشاميين وبالأخص اللبنانيين والسوريين في باقي دول أمريكا على غرار المكسيك، الأرجنتين، فنزويلا، كولومبيا، الإكوادور، التشيلي، الأوروغواي، البيرو، جامايكا، جمهورية الدومنيكان، هايتي، ترينيداد وتوباغو.
بقية اللبنانيين متواجدون بأوروبا الغربية والولايات المتحدة أين يتجاوز الدخل الفردي للعرب أمريكا متوسط الدخل الأمريكي، ما يثبت اندماجية تلك الأقليات.
لوحظ في الجزء الأخير من القرن الماضي حركة دمغرافية من لبنان إلى غرب إفريقيا، ما ساهم في تشكيل أكبر أقلية غير سوداء في المنطقة. يصل عدد العرب في غرب إفريقيا إلى 250 ألف، مجملهم رجال أعمال لبنانيون.

### الفلسطينيون
يتمركز الفلسطينيون خارج الوطن العربي في التشيلي ودول أمريكا الوسطى، خصوصا السلفادور وهندوراس (150 ألف و 200 ألف). المكون الفلسطيني في التشيلي قوي بنصف مليون شخص ما يجعل الجالية هناك تحتل المركز الرابع من حيث تواجد الفلسطينيين عبر العالم.

### المغاربة
في فرنسا، البنلوكس، إسبانيا، إيطاليا، يشكل المغاربة أغلب ذوي الأصول العربية للقرب الجغرافي وأيضا للعامل التاريخي المتمثل عادة في الاستعمار الأوروبي لدول المغرب العربي ويتجمعون بحكم الهجرة الاقتصادية حول المدن الكبرى والمراكز الصناعية، فمثلا يشكل العرب 25% من مجموع سكان مرسيليا.
وفي كندا هناك أيضا جالية عربية مغاربية متوسطة تتركز غالبيتهم في مقاطعة كيبك الناطقة بالفرنسية.
أما أعدادهم حول العالم فهي كالتالي:
- المغربيون: أربعة ملايين ونصف
- الجزائريون: ثلاثة ملايين
- التونسيون: مليون مهاجر

يُكون الأمازيغ ثلث المهاجرين الجزائريين بفرنسا وخمس المغربيين في نفس البلد.

## التحدّيات
يواجه المغتربون من دول جامعة الدول العربية مشاكلا كلاسيكية عند وصولهم وأحيانا طول إقامتهم في الدول الجديدة وأبرزها
- الاشتباه فيهم وفي المسلمين بالإرهاب، ما قد يجعلهم عرضة لأفعال عنصرية معادية للعرب.
- المحافظة على الثقافة واللغة العربيتين في ظل الغربة التي تقطع جزئيا وكليا صلاتهم مع دولهم الأم.
- الانسجام مع مكونات البلدان الأخرى ومجاراة الصدمة الثقافية جراء الاختلافات الاجتماعية.

## شخصيات مشهورة

### سياسيون
- أنطونيو سقا (فلسطيني الأصل)، رئيس دولة إلسلفادور (2004-2009).
- ميزان زين العابدين سلطان ترغكانو، سلطان ماليزيا (1998-...)
- كارلوس منعم (سوري الأصل)، رئيس الأرجنتين (1989-1999).
- عبد الله بوكرم رئيسالإكوادور (1996-1997).
- سلفادور جورجي بلانكو (سوري الأصل)، رئيس الدومنيكان (1982–1986)
- عبد الله أحمد بدوي (يمني)، رئيس وزراء ماليزيا (2003-2009)
- باولو معلوف سياسي برازيلي (من أصل لبناني)، رئيس البلدية السابق في مدينة ساوباولو وأيضا حاكم سابق لمدينة ساوباولو.
- كمال قبيسي (من أصل لبناني)، صحفي وإعلامي برازيلي مقيم حاليا في بريطانيا
- مرعي الكثيري (يمني الأصل)، رئيس الوزراءالسابق لتيمور الشرقية.
- اليخاندرو حامد فرانكو مؤرخ (سوري الأصل)، وزير الخارجية في البارغواياني.
- جمال قارصلي (سوري الأصل)، نائب في البرلمان الألماني بوندستاغ.
- نجيب بلعلاء، وزير السياحة الكيني.
- عبد الرحمن البار وزير الخارجية الماليزي الأسبق.
- حسن البلقيه (يمني الأصل)، سلطان مملكة بروناي.

### علماء ومفكرون
- د. مايكل عطية بريطاني ويعرف عالميا بأنه واحد من أعظم العقول الرياضية في العالم وأشهر علماء الرياضيات في القرن العشرين، ونال أعلى الجوائز الدولية في العلوم والرياضيات ومنها جائزة الملك فيصل للعلوم عام 1987م، وجائزة «فيلدز» وهي المعادلة لجائزة نوبل. (لعدم وجود فرع نوبل للرياضيات).
- عمار حياني (سوري الأصل)، طبيب من مواليد 1959 ابتكر علاجاً لمرض سرطان الدم عند الأطفال في الولايات المتحدة - شيكاغو
- شيخ مظفر شكور جراح ورائد فضاء ماليزي.
- شادية رفاعي حبال (سورية الأصل)، خريجة جامعة دمشق، تشغل منصب أستاذة فيزياء الفضاء في جامعة ويلز في بريطانيا وترأست تحرير المجلة الدولية الخاصة بفيزياء الفضاء.
- د. عدنان وحّود عالم ومخترع ألماني (سوري الأصل)، نال وسام المخترعين الأوروبي لعام 2003.

### رجال أعمال
- كارلوس سليم حلو (لبناني الأصل)، رجل أعمال مكسيكي، تم إدراج اسمه كأغتى رجل في العالم بحسب فوربز.
- زها حديد أشهر سيدة معمارية في، بريطانية عراقية المولد لأب كان وزيرا سابقا في العهد الملكي. تمتاز تصاميمها بالغرابة والسوريالية. لديها العديد من الأعمال الشهيرة في بريطانيا، ألمانيا، النمسا، أميركا وغيرها.
- مانويل مورون (لبناني الأصل) هو رجل أعمال ملياردير أمريكي. وهو مالك شركة سينترا التي تسيطر على جسر امباسدور، المعبر الدولي الذي يربط ديترويت، ميشيغان مع وندسور، أونتاريو[13][34] (معبر الحدود بين الولايات المتحدة وكندا)
- جاك ناصر
- ياسر الشنتف مدير تنفيذي لشركة فينكس بيرد لإدارة التنوع ورئيس مجلس إدارة شركة فينكس بيرد للنظم وتكنولوجيا المعلومات.

### الأزياء والجمال
- عز الدين عليا (الأصل التونسي)، مصمم أزياء
- كونستانزا بايز (من أصل لبناني)، ملكة جمال الإكوادور 2013 والفائز الثاني في ملكة جمال الكون 2013
- فاليري دومينغيز (من أصل لبناني)، ملكة جمال كولومبيا 2005 الفائزة وأعلى 10 متسابقين في ملكة جمال الكون 2006
- ريما فقيه (لبنانية الأصل)، ملكة جمال الولايات المتحدة الأمريكية 2010 من ميشيغان
- جيجي حديد (أصل فلسطيني)، عارضة الأزياء الأمريكية
- ليزا حنا (لبنانية الأصل)، ملكة جمال العالم 1993 فائزة من جامايكا
- سابرينا حسامي (لبنانية الأصل)، ملكة جمال العالم 2006 (الوصيفة الثانية) من أستراليا
- جيسيكا كهاواتي (لبنانية الأصل)، ملكة جمال العالم 2012 (الوصيفة الثانية) من أستراليا
- إيف سان لوران (أصل جزائري)، مصمم أزياء
- الهادي سليمان (الأصل التونسي)، مصمم الأزياء والمدير الإبداعي السابق لـ إيف سان لوران
- بولينا فيغا (لبنانية الأصل)، ملكة جمال كولومبيا 2013 ملكة جمال الكون 2014
- باولا تورباي (من أصل لبناني)، ملكة جمال الكون 1992 (المركز الثاني) من كولومبيا

### رياضيون
- نسيم حميد (يمني الأصل)، بطل ملاكمة عالمي سابق.
- إسراء جرجرة (يمنية الأصل)، بطلة ملاكمة نسائية معروفة.

### فنانون
- مالك جندلي (سوري الأصل) ألماني المولد، مؤلف موسيقي وعازف بيانو شهير، أعاد توزيع أقدم نوطة موسيقية في العالم بعنوان (أصداءمن أوغاريت).
- سلمى حايك (لبنانية الأصل)، ممثلة مكسيكية.
- رشيد طه (جزائري الأصل)، مغني الراي.
- ماهر زين (لبناني الأصل)، مغني إسلامي سويدي

### آخرون
- طارق بن عمار (تونسي الأصل)، منتج وموزّع سينمائي دولي.
- إدوارد سعيد (فلسطيني الأصل)، أحد مثقفي أمريكا.
- رفيق شامي كاتب (سوري الأصل)، على قائمة الكتب الأكثر مبيعاً في ألمانيا.
- إسكندر الهلسا (أردني الاصل)، وزير اسبق للزراعة ثم المعادن في تشيلي.

## اقرأ أيضا
- الدول العربية
- وحدة عربية
- قومية عربية
- عرب الأهوار
- يهود تحت الحكم العربي
- يهود الجزيرة العربية
- يهود عرب
- مسيحيون عرب
- جنوب إفريقي لبناني